# Paterčata (Městečko South Park)
Paterčata (v anglickém originále Quintuplets 2000) je čtvrtý díl čtvrté řady amerického komediálního animovaného televizního seriálu Městečko South Park. 

## Děj
V South Parku je francouzsko-kanadský cirkus. Vystupují v něm i rumunské dívky, které jsou paterčaty. Jejich babička s nimi z cirkusu uteče k Marshovým, kde při sexu se Stanovým dědečkem dostane v noci infarkt. Paterčata chce zpět rumunská vláda, která začne tlačit na americkou vládu. Americká prokurátorka Janet Reno je s pomocí policie zajistí a vydá rumunské vládě a jejich otci. Kenny se mezitím vypracuje na operního zpěváka a odcestuje do Rumunska. Paterčata nakonec uniknou a rozhodnou se jet na Oprah a pak na turné. Kennyho táta pod tlakem americké vlády chce, aby se Kenny vrátil, ale Kenny, který se do poslední chvíle s matkou skrývá v Rumunsku, je vypátrán a omylem zastřelen policií.